# Casa Pedraglio
Casa Pedraglio a Como si trova in via Mentana, in prossimità della stazione ferroviaria Como Nord Borghi. Si tratta di un'architettura di Giuseppe Terragni, realizzata nel 1934-1935. 
L'abitazione è composta principalmente da due alloggi, raggiungibili tramite un'unica scala, caratterizzati dalla presenza di corrispondenti balconi dalla composizione particolare, poiché il piano di calpestio è costruito in vetrocemento.

## Storia

### Progetto originale
Il progetto originale prevedeva l'aggiunta di due campate nella parte superiore della casa per evitare di darle un senso di omogeneità e di geometria, ma soprattutto la particolarità del progetto era espressa nei balconi con calpestio in vetrocemento visibili e dalle portefinestre prolungate in asole vitree proprio a livello dei soffitti che danno un senso di librazione sul vuoto. La casa doveva essere molto ampia, infatti si estendeva con due serie da tre balconi laterali ed era costituita da tre blocchi di vari alloggi. Tutto questo era progettato in modo tale che ci fosse una simmetria perfetta visibile dalla facciata principale.
Inoltre, l'intera casa in origine era costituita da elementi prefabbricati in lastre di cemento colorato azzurro e graniglia di marmo, dandole un colore azzurrino che rappresentasse il colore e il profumo del lago di Como. Il Terragni progettò la casa con lo scopo di essere un luogo dove egli potesse riposarsi e distrarsi dai suoi lavori.

### La casa oggi
In realtà, come è visibile tuttora, la casa non è stata edificata in modo fedele ossia seguendo il progetto del Terragni. Il progetto non è mai pervenuto alla sua simmetria poiché l'edificio è stato realizzato solo in parte. Come accennato, il concetto prevedeva l'aggiunta di due campate che non sono mai state costruite e due file di balconi laterali di cui solo una è stata realizzata.

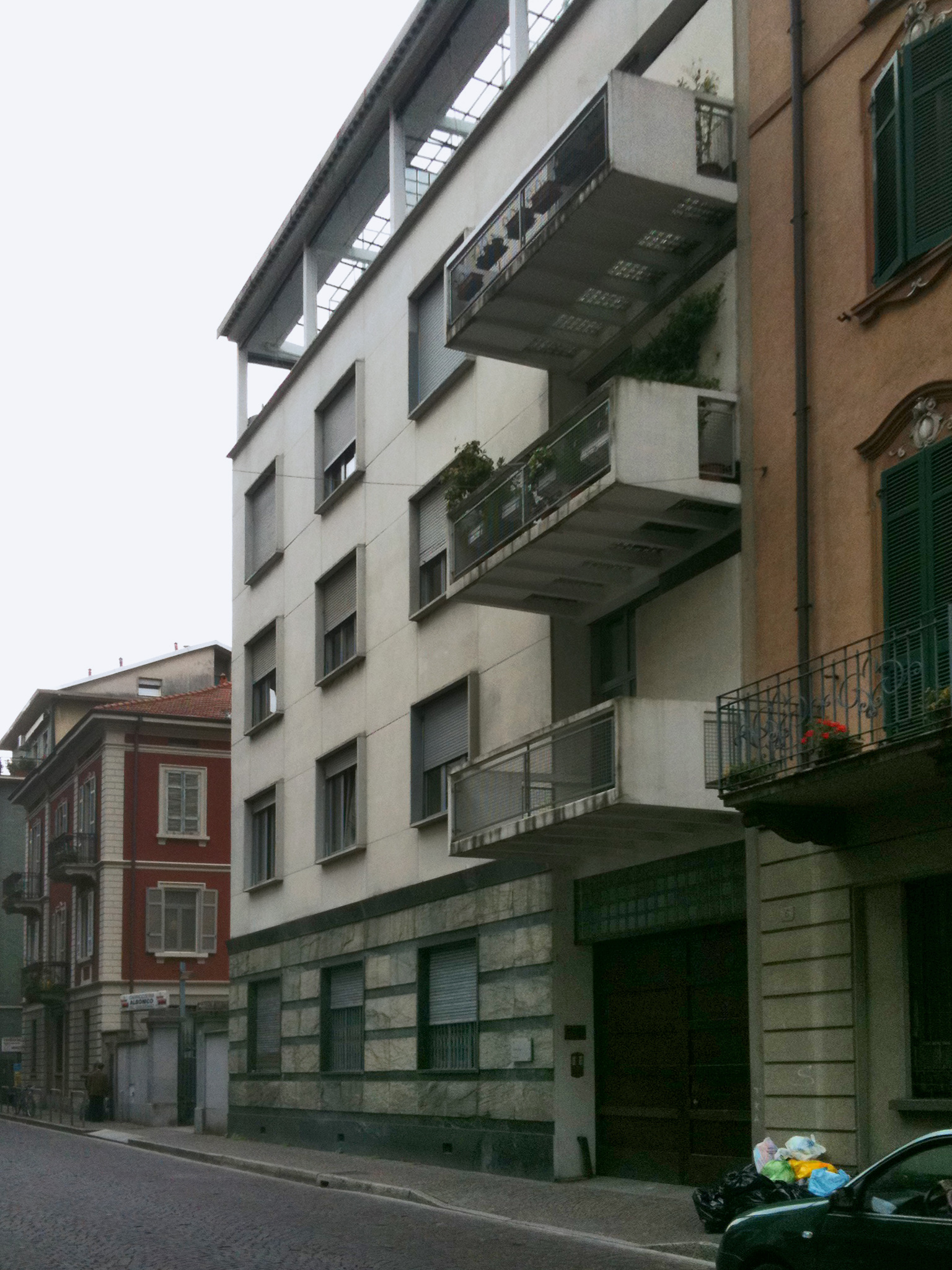
Facciata principale
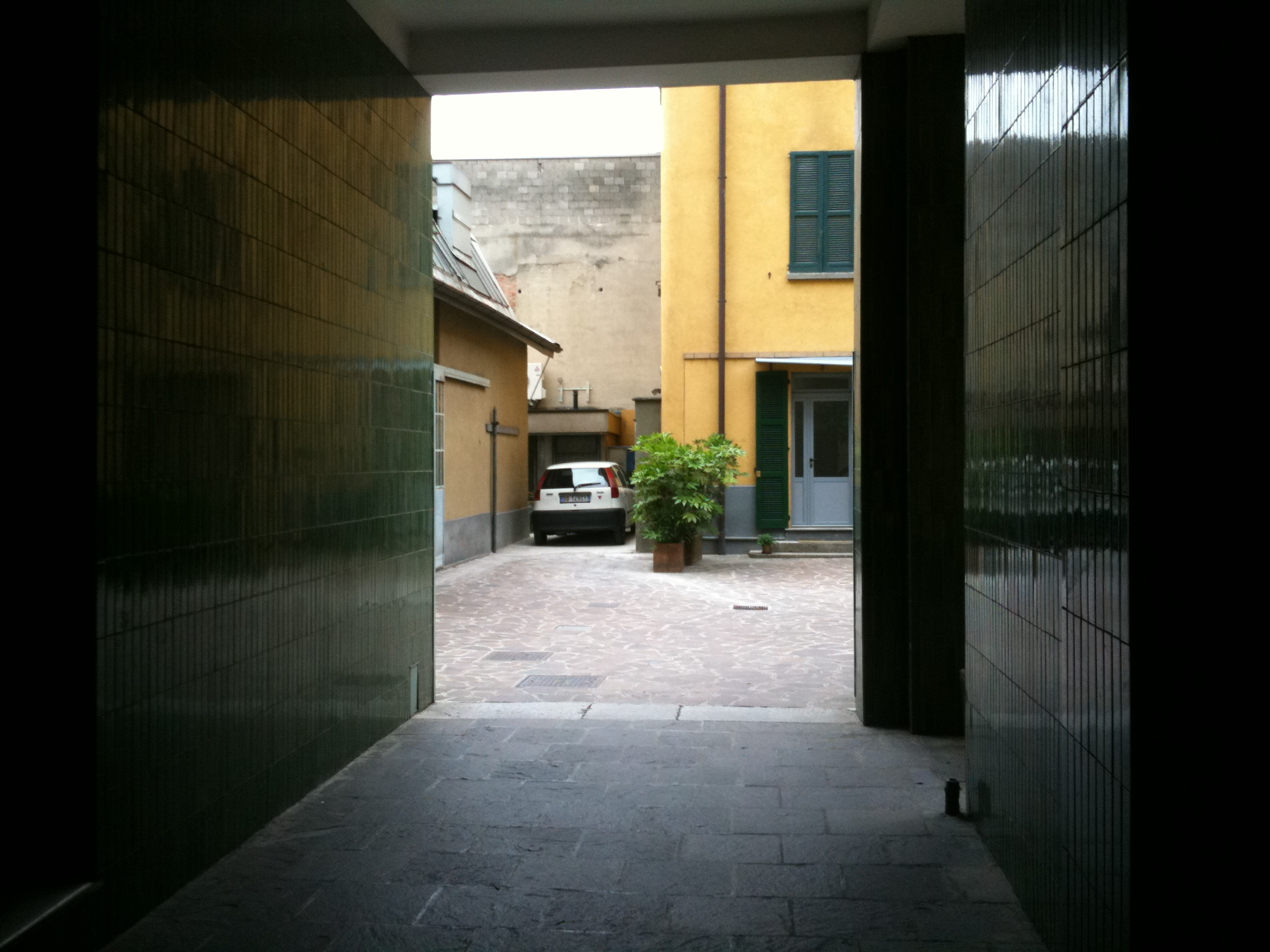
Entrata
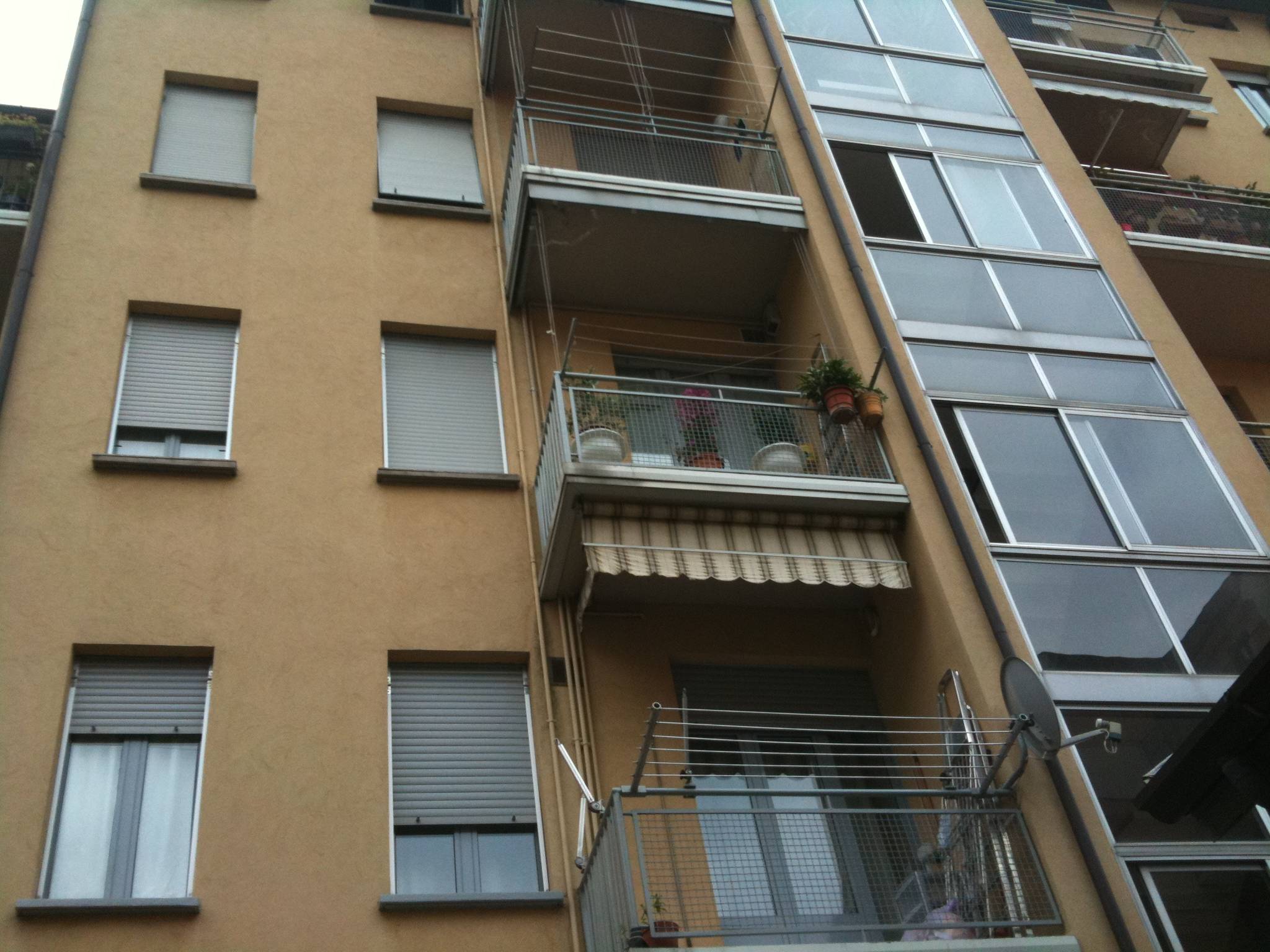
Facciata interna
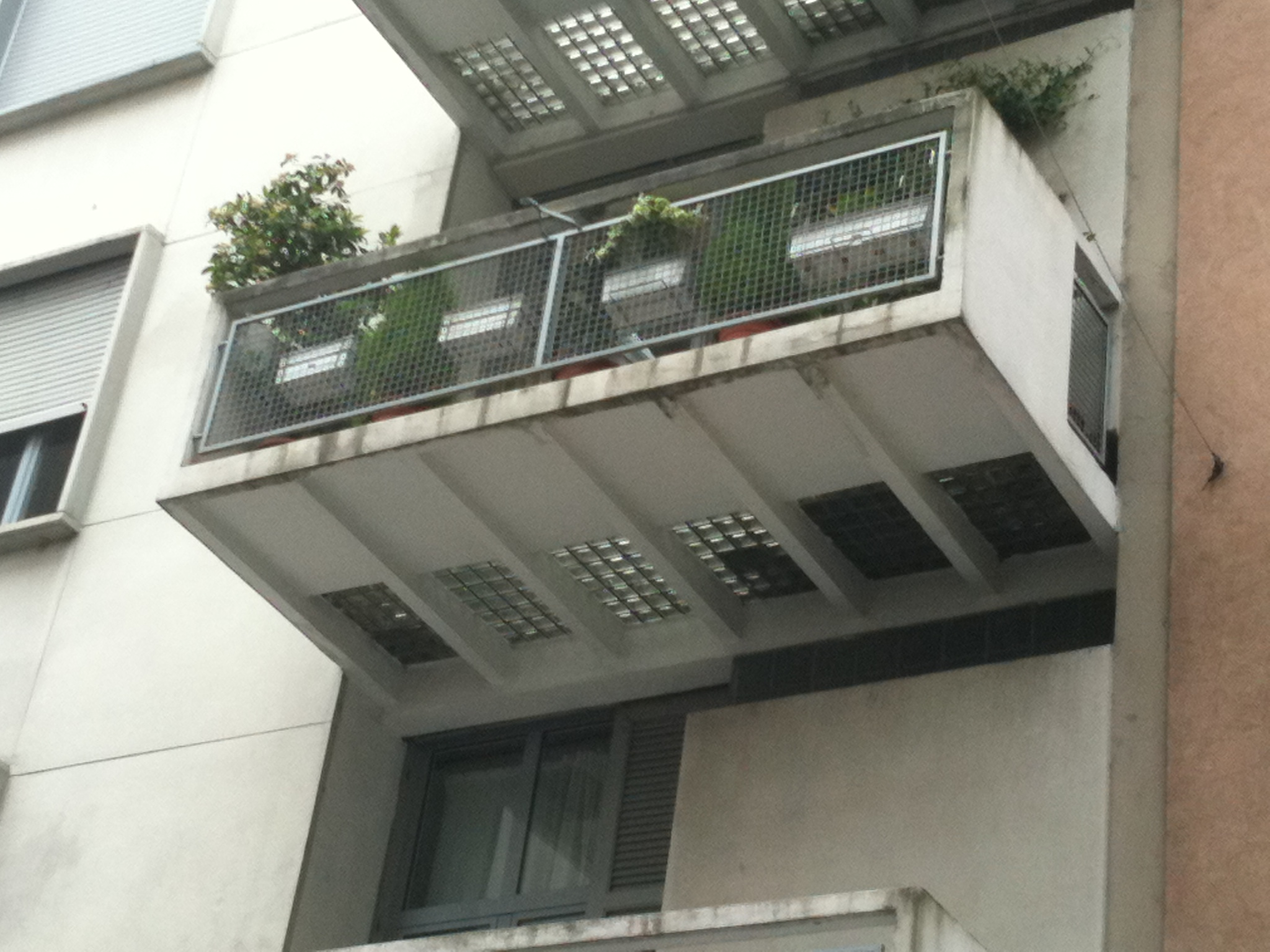
Dettaglio balcone